# Beach volley ai I Giochi del Mediterraneo sulla spiaggia
Il Beach volley ai I Giochi del Mediterraneo sulla spiaggia si svolge dal 1 al 5 settembre 2015 a Pescara, in Italia, durante i I Giochi del Mediterraneo sulla spiaggia: al torneo hanno partecipato diciassette nazionali maschili e tredici nazionali femminili dell'area mediterranea.

## Regolamento
Ogni nazione può iscrivere al massimo 2 squadre per il torneo maschile così come per il femminile. Le squadre sono divise in gironi composti da quattro  squadre in base al numero di quelle partecipanti. Ogni squadra affronta, una volta soltanto, le altre squadre del girone e, nella fase finale, il passaggio al turno successivo è ad eliminazione diretta. Sono previsti finali per le posizioni dal primo all'ottavo posto.

## Torneo Maschile

### Nazioni Partecipanti
- Albania (1 squadra)
- Algeria (2 squadre)
- Bosnia ed Erzegovina (1 squadra)
- Cipro (2 squadre)
- Croazia (1 squadra)
- Egitto (1 squadra)
- Francia (2 squadre)
- Grecia (1 squadra)
- Italia (2 squadre)
- Libia (2 squadre)
- Marocco (1 squadra)
- Montenegro (1 squadra)
- San Marino (1 squadra)
- Serbia (2 squadre)
- Slovenia (2 squadre)
- Tunisia (2 squadre)
- Turchia (2 squadre)

### Formazioni
Albania
| Squadra A | N° | Cognome e Nome | Anno |
| Squadra A | 1  | Deliu Amarildo | 1995 |
| Squadra A | 2  | Koçi Redjo     | 1994 |

 Algeria
| Squadra A | N° | Cognome e Nome          | Anno |
| Squadra A | 1  | Boussaid Laid           | 1990 |
| Squadra A | 2  | Saidi Noureddine        | 1986 |
| Squadra B | N° | Cognome e Nome          | Anno |
| Squadra B | 1  | Benbouli Mohamed Hichem | 1993 |
| Squadra B | 2  | Zouakh Mohamed El Hadi  | 1992 |

 Bosnia ed Erzegovina
| Squadra A | N° | Cognome e Nome   | Anno |
| Squadra A | 1  | Kisic Zarko      | 1986 |
| Squadra A | 2  | Teodorovic Drago | 1984 |

 Cipro
| Squadra A | N° | Cognome e Nome     | Anno |
| Squadra A | 1  | Kola Nikos         | 1982 |
| Squadra A | 2  | Platritis Georgios | 1981 |
| Squadra B | N° | Cognome e Nome     | Anno |
| Squadra B | 1  | Agathokleous Minos | 1995 |
| Squadra B | 2  | Knezevic Vladimir  | 1984 |

 Croazia
| Squadra A | N° | Cognome e Nome | Anno |
| Squadra A | 1  | Silic Filip    | 1990 |
| Squadra A | 2  | Zeljkovic Ivan | 1994 |

 Egitto
| Squadra A | N° | Cognome e Nome    | Anno |
| Squadra A | 1  | Abballa Karam     | 1987 |
| Squadra A | 2  | Fayed Abdelrahman | 1993 |

 Francia
| Squadra A | N° | Cognome e Nome        | Anno |
| Squadra A | 1  | Di Giantommaso Romain | 1994 |
| Squadra A | 2  | Thiercy Maxime        | 1994 |
| Squadra B | N° | Cognome e Nome        | Anno |
| Squadra B | 1  | Caravano Adrian       | 1977 |
| Squadra B | 2  | Lomba Tanguy          | 1995 |

 Grecia
| Squadra A | N° | Cognome e Nome      | Anno |
| Squadra A | 1  | Moniakis Georgios   | 1987 |
| Squadra A | 2  | Vandorou Andronikos | 1984 |

 Italia
| Squadra A | N° | Cognome e Nome       | Anno |
| Squadra A | 1  | Caminati Marco       | 1992 |
| Squadra A | 2  | Rossi Enrico         | 1993 |
| Squadra B | N° | Cognome e Nome       | Anno |
| Squadra B | 1  | De Fabritiis Giacomo | 1995 |
| Squadra B | 2  | Pellegrino Davide    | 1994 |

 Libia
| Squadra A | N° | Cognome e Nome  | Anno |
| Squadra A | 1  | Elmaarug Fuad   | 1983 |
| Squadra A | 2  | Salim Majdi     | 1982 |
| Squadra B | N° | Cognome e Nome  | Anno |
| Squadra B | 1  | Lashlem Mahmoud | 1993 |
| Squadra B | 2  | Sola Mohamed    | 1980 |

 Marocco
| Squadra A | N° | Cognome e Nome    | Anno |
| Squadra A | 1  | Abicha Mohammed   | 1980 |
| Squadra A | 2  | El Graoui Zouheir | 1994 |

 Montenegro
| Squadra A | N° | Cognome e Nome | Anno |
| Squadra A | 1  | Bagaric Marko  | 1985 |
| Squadra A | 2  | Simovic Milos  | 1985 |

 San Marino
| Squadra A | N° | Cognome e Nome    | Anno |
| Squadra A | 1  | Benvenuti Lorenzo | 1994 |
| Squadra A | 2  | Zonzini Matteo    | 1989 |

 Serbia
| Squadra A | N° | Cognome e Nome  | Anno |
| Squadra A | 1  | Bastan Stefan   | 1990 |
| Squadra A | 2  | Kolaric Lazar   | 1994 |
| Squadra B | N° | Cognome e Nome  | Anno |
| Squadra B | 1  | Gallese Marko   | 1982 |
| Squadra B | 2  | Jovanovic Rasko | 1992 |

 Slovenia
| Squadra A | N° | Cognome e Nome    | Anno |
| Squadra A | 1  | Pokersnik Danijel | 1984 |
| Squadra A | 2  | Zemljak Nejc      | 1988 |
| Squadra B | N° | Cognome e Nome    | Anno |
| Squadra B | 1  | Mohoric Leo       | 1989 |
| Squadra B | 2  | Ponikvar Klemen   | 1989 |

 Tunisia
| Squadra A | N° | Cognome e Nome        | Anno |
| Squadra A | 1  | Belhaj Salah Choaib   | 1987 |
| Squadra A | 2  | Naceur Mohamed Arafet | 1988 |
| Squadra B | N° | Cognome e Nome        | Anno |
| Squadra B | 1  | Chekili Mohamed Slim  | 1984 |
| Squadra B | 2  | Heni Selim            | 1993 |

 Turchia
| Squadra A | N° | Cognome e Nome       | Anno |
| Squadra A | 1  | Giginoglu Murat      | 1987 |
| Squadra A | 2  | Gogtepe Volkan       | 1987 |
| Squadra B | N° | Cognome e Nome       | Anno |
| Squadra B | 1  | Mermer Hasan Huseyin | 1994 |
| Squadra B | 2  | Urlu Sefa            | 1994 |

### Girone A
Il girone A è composto dalle seguenti quattro squadre:
- Italia (A)
- Tunisia (A)
- Grecia (A)
- Tunisia (B)

#### Risultati
| 1 settembre 2015 Stadio del Mare #1, Pescara | Italia (A)  | 2 - 0 | Grecia (A)  | 21-18, 21-12       |
| 1 settembre 2015 Stadio del Mare #2, Pescara | Tunisia (A) | 2 - 0 | Tunisia (B) | 21-19, 21-14       |
| 2 settembre 2015 Stadio del Mare #1, Pescara | Italia (A)  | 2 - 0 | Tunisia (B) | 21-14, 21-16       |
| 2 settembre 2015 Stadio del Mare #2, Pescara | Tunisia (A) | 2 - 1 | Grecia (A)  | 21-14, 17-21, 15-7 |
| 3 settembre 2015 Stadio del Mare #1, Pescara | Italia (A)  | 2 - 0 | Tunisia (A) | 21-15, 21-16       |
| 3 settembre 2015 Stadio del Mare #2, Pescara | Grecia (A)  | 2 - 0 | Tunisia (B) | 21-16, 21-19       |

#### Classifica Girone
| Pt | Squadra     | Pt | G | V | P | Pv  | Pp  |
| 1  | Italia (A)  | 6  | 3 | 3 | 0 | 126 | 91  |
| 2  | Tunisia (A) | 5  | 3 | 2 | 1 | 132 | 117 |
| 3  | Grecia (A)  | 4  | 3 | 1 | 2 | 114 | 130 |
| 4  | Tunisia (B) | 3  | 3 | 0 | 3 | 98  | 126 |

### Girone B
Il girone B è composto dalle seguenti quattro squadre:
- Turchia (A)
- Francia (B)
- Libia (B)
- Bosnia ed Erzegovina (A)

#### Risultati
| 1 settembre 2015 Stadio del Mare #3, Pescara | Turchia (A)              | 2 - 0 | Libia (B)                | 21-13, 21-18        |
| 1 settembre 2015 Stadio del Mare #1, Pescara | Francia (B)              | 2 - 1 | Bosnia ed Erzegovina (A) | 17-21, 21-11, 15-9  |
| 2 settembre 2015 Stadio del Mare #1, Pescara | Turchia (A)              | 2 - 0 | Bosnia ed Erzegovina (A) | 22-20, 21-16        |
| 2 settembre 2015 Stadio del Mare #2, Pescara | Francia (B)              | 2 - 1 | Libia (B)                | 21-13, 22-24, 15-13 |
| 3 settembre 2015 Stadio del Mare #3, Pescara | Bosnia ed Erzegovina (A) | 2 - 0 | Libia (B)                | 21-19, 21-9         |
| 3 settembre 2015 Stadio del Mare #1, Pescara | Turchia (A)              | 2 - 0 | Francia (B)              | 21-13, 21-16        |

#### Classifica Girone
| Pt | Squadra                  | Pt | G | V | P | Pv  | Pp  |
| 1  | Turchia (A)              | 4  | 3 | 3 | 0 | 127 | 96  |
| 2  | Francia (B)              | 4  | 3 | 2 | 1 | 140 | 133 |
| 3  | Bosnia ed Erzegovina (A) | 4  | 3 | 1 | 2 | 119 | 124 |
| 4  | Libia (B)                | 3  | 3 | 0 | 3 | 109 | 142 |

### Girone C
Il girone C è composto dalle seguenti cinque squadre:
- Serbia (A)
- Marocco (A)
- Albania (A)
- Slovenia (A)
- Montenegro (A)

#### Risultati
| 1 settembre 2015 Stadio del Mare #1, Pescara | Serbia (A)     | 2 - 1 | Marocco (A)    | 19-21, 21-13, 15-11 |
| 1 settembre 2015 Stadio del Mare #2, Pescara | Slovenia (A)   | 2 - 0 | Albania (A)    | 21-11, 21-9         |
| 1 settembre 2015 Stadio del Mare #2, Pescara | Serbia (A)     | 2 - 0 | Albania (A)    | 21-14, 21-12        |
| 1 settembre 2015 Stadio del Mare #3, Pescara | Montenegro (A) | 0 - 2 | Marocco (A)    | 16-21, 17-21        |
| 2 settembre 2015 Stadio del Mare #2, Pescara | Slovenia (A)   | 2 - 0 | Montenegro (A) | 21-13, 21-12        |
| 2 settembre 2015 Stadio del Mare #3, Pescara | Albania (A)    | 0 - 2 | Marocco (A)    | 10-21, 11-21        |
| 2 settembre 2015 Stadio del Mare #1, Pescara | Slovenia (A)   | 2 - 0 | Marocco (A)    | 21-17, 21-17        |
| 2 settembre 2015 Stadio del Mare #1, Pescara | Serbia (A)     | 2 - 0 | Montenegro (A) | 21-15, 21-9         |
| 3 settembre 2015 Stadio del Mare #2, Pescara | Serbia (A)     | 2 - 0 | Slovenia (A)   | 21-18, 21-17        |
| 3 settembre 2015 Stadio del Mare #3, Pescara | Montenegro (A) | 2 - 0 | Albania (A)    | 23-21, 21-12        |

#### Classifica Girone
| Pt | Squadra        | Pt | G | V | P | Pv  | Pp  |
| 1  | Serbia (A)     | 8  | 4 | 4 | 0 | 181 | 137 |
| 2  | Slovenia A)    | 7  | 4 | 3 | 1 | 161 | 121 |
| 3  | Marocco (A)    | 6  | 4 | 2 | 2 | 163 | 151 |
| 4  | Montenegro (A) | 5  | 4 | 1 | 3 | 126 | 159 |
| 5  | Albania (A)    | 4  | 4 | 0 | 4 | 100 | 170 |

### Girone D
Il girone D è composto dalle seguenti quattro squadre:
- Slovenia (B)
- Serbia (B)
- Libia (A)
- San Marino (A)

#### Risultati
| 1 settembre 2015 Stadio del Mare #3, Pescara | Serbia (B)     | 2 - 0 | Libia (A)      | 21-15, 25-23        |
| 1 settembre 2015 Stadio del Mare #2, Pescara | Slovenia (B)   | 2 - 0 | San Marino (A) | 21-17, 21-19        |
| 2 settembre 2015 Stadio del Mare #3, Pescara | Slovenia (B)   | 2 - 0 | Libia (A)      | 27-25, 22-20        |
| 2 settembre 2015 Stadio del Mare #1, Pescara | Serbia (B)     | 2 - 1 | San Marino (A) | 13-21, 21-12, 15-11 |
| 3 settembre 2015 Stadio del Mare #3, Pescara | Serbia (B)     | 1 - 2 | Slovenia (B)   | 21-19, 18-21, 12-15 |
| 3 settembre 2015 Stadio del Mare #1, Pescara | San Marino (A) | 1 - 2 | Libia (A)      | 19-21, 21-17, 8-15  |

#### Classifica Girone
In questo girone sono passate alla fase finale solo le prime due squadre della classifica.
| Pt | Squadra        | Pt | G | V | P | Pv  | Pp  |
| 1  | Slovenia (2)   | 6  | 3 | 3 | 0 | 146 | 132 |
| 2  | Serbia (B)     | 5  | 3 | 2 | 1 | 146 | 137 |
| 3  | Libia (A)      | 4  | 3 | 1 | 2 | 136 | 143 |
| 4  | San Marino (A) | 3  | 3 | 0 | 3 | 128 | 144 |

### Girone E
Il girone E è composto dalle seguenti quattro squadre:
- Italia (B)
- Turchia (B)
- Algeria (B)
- Cipro (A)

#### Risultati
| 1 settembre 2015 Stadio del Mare #3, Pescara | Turchia (B) | 2 - 0 | Algeria (B) | 21-13, 22-20 |
| 1 settembre 2015 Stadio del Mare #1, Pescara | Italia (B)  | 2 - 0 | Cipro (A)   | 21-19, 21-14 |
| 2 settembre 2015 Stadio del Mare #1, Pescara | Italia (B)  | 2 - 0 | Algeria (B) | 21-9, 21-13  |
| 2 settembre 2015 Stadio del Mare #3, Pescara | Turchia (B) | 2 - 0 | Cipro (A)   | 21-13, 21-17 |
| 3 settembre 2015 Stadio del Mare #1, Pescara | Turchia (B) | 0 - 2 | Italia (B)  | 18-21, 18-21 |
| 3 settembre 2015 Stadio del Mare #2, Pescara | Cipro (A)   | 0 - 2 | Algeria (B) | 19-21, 20-22 |

#### Classifica Girone
In questo girone sono passate alla fase finale solo le prime due squadre della classifica.
| Pt | Squadra     | Pt | G | V | P | Pv  | Pp  |
| 1  | Italia (2)  | 6  | 3 | 3 | 0 | 126 | 91  |
| 2  | Turchia (B) | 5  | 3 | 2 | 1 | 121 | 105 |
| 3  | Algeria (A) | 4  | 3 | 1 | 2 | 98  | 124 |
| 4  | Cipro (A)   | 3  | 3 | 0 | 3 | 102 | 127 |

### Girone F
Il girone F è composto dalle seguenti cinque squadre:
- Francia (A)
- Egitto (A)
- Algeria (A)
- Croazia (A)
- Cipro (B)

#### Risultati
| 1 settembre 2015 Stadio del Mare #3, Pescara | Francia (A) | 2 - 1 | Egitto (A)  | 17-21, 21-14, 15-11 |
| 1 settembre 2015 Stadio del Mare #2, Pescara | Croazia (A) | 2 - 0 | Algeria (A) | 21-14, 21-10        |
| 1 settembre 2015 Stadio del Mare #2, Pescara | Francia (A) | 2 - 0 | Algeria (A) | 21-19, 21-17        |
| 1 settembre 2015 Stadio del Mare #3, Pescara | Cipro (B)   | 0 - 2 | Egitto (A)  | 14-21, 14-21        |
| 2 settembre 2015 Stadio del Mare #1, Pescara | Croazia (A) | 2 - 0 | Cipro (B)   | 21-9, 21-16         |
| 2 settembre 2015 Stadio del Mare #2, Pescara | Algeria (A) | 0 - 2 | Egitto (A)  | 13-21, 15-21        |
| 2 settembre 2015 Stadio del Mare #1, Pescara | Croazia (A) | 2 - 0 | Egitto (A)  | 21-15, 21-9         |
| 2 settembre 2015 Stadio del Mare #1, Pescara | Francia (A) | 2 - 1 | Cipro (B)   | 21-19, 21-23, 15-7  |
| 3 settembre 2015 Stadio del Mare #2, Pescara | Francia (A) | 0 - 2 | Croazia (A) | 15-21, 16-21        |
| 3 settembre 2015 Stadio del Mare #3, Pescara | Cipro (B)   | 0 - 2 | Algeria (A) | 21-23, 17-21        |

#### Classifica Girone
| Pt | Squadra     | Pt | G | V | P | Pv  | Pp  |
| 1  | Croazia (A) | 8  | 4 | 4 | 0 | 168 | 104 |
| 2  | Francia (A) | 7  | 4 | 3 | 1 | 183 | 173 |
| 3  | Egitto (A)  | 6  | 4 | 2 | 2 | 154 | 151 |
| 4  | Algeria (A) | 5  | 4 | 1 | 3 | 132 | 164 |
| 5  | Cipro (B)   | 4  | 4 | 0 | 4 | 140 | 185 |

### Fase Finale

#### Ottavi di finale
| 3 settembre 2015 Stadio del Mare #2, Pescara | Egitto (A)  | 2 - 1 | Serbia (A)               | 16-21, 25-23, 15-10 |
| 3 settembre 2015 Stadio del Mare #2, Pescara | Turchia (B) | 0 - 2 | Slovenia (B)             | 21-23, 16-21        |
| 3 settembre 2015 Stadio del Mare #3, Pescara | Francia (B) | 1 - 2 | Slovenia (A)             | 13-21, 21-19, 12-15 |
| 3 settembre 2015 Stadio del Mare #2, Pescara | Francia (A) | 2 - 0 | Tunisia (A)              | 21-15, 24-22        |
| 3 settembre 2015 Stadio del Mare #1, Pescara | Croazia (A) | 2 - 0 | Bosnia ed Erzegovina (A) | 21-18, 21-19        |
| 3 settembre 2015 Stadio del Mare #1, Pescara | Turchia (A) | 2 - 0 | Grecia (A)               | 23-20, 21-15        |
| 3 settembre 2015 Stadio del Mare #2, Pescara | Italia (B)  | 1 - 2 | Serbia (B)               | 15-21, 26-24, 13-15 |
| 3 settembre 2015 Stadio del Mare #1, Pescara | Marocco (A) | 1 - 2 | Italia (A)               | 11-21, 25-23, 12-15 |

#### Quarti di finale
| 4 settembre 2015, ore 11:50 CEST Stadio del Mare #2, Pescara | Croazia (A) | 2 - 0 | Slovenia (B) | 21-15, 21-18        |
| 4 settembre 2015, ore 11:50 CEST Stadio del Mare #1, Pescara | Francia (A) | 0 - 2 | Italia (A)   | 15-21, 16-21        |
| 4 settembre 2015, ore 12:40 CEST Stadio del Mare #1, Pescara | Turchia (A) | 2 - 0 | Slovenia (A) | 21-16, 21-16        |
| 4 settembre 2015, ore 21:40 CEST Stadio del Mare #2, Pescara | Serbia (B)  | 2 - 1 | Egitto (A)   | 15-21, 21-15, 15-12 |

#### Semifinali 5/8
| 5 settembre 2015, ore 11:00 CEST Stadio del Mare #2, Pescara | Francia (A) | 0 - 2 | Slovenia (A) | 15-21, 14-21 |
| 5 settembre 2015, ore 12:00 CEST Stadio del Mare #2, Pescara | Egitto (A)  | 0 - 2 | Slovenia (B) | 14-21, 18-21 |

#### Semifinali 1/4
| 4 settembre 2015, ore 19:45 CEST Stadio del Mare #1, Pescara | Croazia (A) | 0 - 2 | Italia (A) | 11-21, 18-21  | [ 3 ] |
| 4 settembre 2015, ore 20:30 CEST Stadio del Mare #1, Pescara | Turchia (A) | 2 - 0 | Serbia (B) | 221-15, 21-17 | [ 4 ] |

#### Finale 7º/8º posto
| 5 settembre 2015, ore 16:00 CEST Stadio del Mare #2, Pescara | Francia (A) | 2 - 1 | Egitto (A) | 21-18, 14-21, 15-13 | [ 5 ] |

#### Finale 5º/6º posto
| 5 settembre 2015, ore 17:00 CEST Stadio del Mare #2, Pescara | Slovenia (A) | 2 - 0 | Slovenia (B) | 21-19, 21-17 | [ 6 ] |

#### Finale 3º/4º posto
| 5 settembre 2015, ore 18:40 CEST Stadio del Mare #1, Pescara | Serbia (B) | 0 - 2 | Croazia (A) | 21-23, 9-21 | [ 7 ] |

#### Finale 1º/2º posto
| 5 settembre 2015, ore 21:45 CEST Stadio del Mare #1, Pescara | Turchia (A) | 2 - 0 | Italia (A) | 21-18, 21-17 | [ 8 ] |

### Classifica finale
| Pos. | Squadra      | Atleti                                 |
| ---- | ------------ | -------------------------------------- |
|      | Turchia (A)  | Murat Giginoglu - Volkan Gogtepe       |
|      | Italia (A)   | Marco Caminati - Enrico Rossi          |
|      | Croazia (A)  | Flip Silic - Ivan Zeljkovic            |
| 4    | Serbia (B)   | Marko Galesev - Rasko Jovanovic        |
| 5    | Slovenia (A) | Danijel Pokersnik - Nejc Zemljak       |
| 6    | Slovenia (B) | Leo Mohoric - Klemen Ponikvar          |
| 7    | Francia (A)  | Romain Di Giantommaso - Maxime Thiercy |
| 8    | Egitto (A)   | Karam Abdalla - Abdelrahman Fayed      |

## Torneo Femminile

### Nazioni Partecipanti
- Albania (1 squadra)
- Algeria (2 squadre)
- Bosnia ed Erzegovina (1 squadra)
- Croazia (2 squadre)
- Egitto (1 squadra)
- Francia (2 squadre)
- Grecia (1 squadra)
- Italia (2 squadre)
- Malta (1 squadra)
- Marocco (1 squadra)
- Serbia (2 squadre)
- Slovenia (2 squadre)
- Turchia (2 squadre)

### Formazioni
Albania
| Squadra A | N° | Cognome e Nome          | Anno |
| Squadra A | 1  | Blloku Ergysa           | 1990 |
| Squadra A | 2  | Ilazi (Prenga) Adelajda | 1991 |

 Algeria
| Squadra A | N° | Cognome e Nome  | Anno |
| Squadra A | 1  | Bayou Louiza    | 1994 |
| Squadra A | 2  | Bounser Katia   | 1995 |
| Squadra B | N° | Cognome e Nome  | Anno |
| Squadra B | 1  | Azem Meriem     | 1994 |
| Squadra B | 2  | Berkioune Sonia | 1987 |

 Bosnia ed Erzegovina
| Squadra A | N° | Cognome e Nome  | Anno |
| Squadra A | 1  | Petrovic Dajana | 1995 |
| Squadra A | 2  | Valandro Monika | 1984 |

 Croazia
| Squadra A | N° | Cognome e Nome   | Anno |
| Squadra A | 1  | Becic Dina       | 1986 |
| Squadra A | 2  | Prenc Ema        | 1985 |
| Squadra B | N° | Cognome e Nome   | Anno |
| Squadra B | 1  | Rosco Maja       | 1992 |
| Squadra B | 2  | Vrbanc Valentina | 1992 |

 Egitto
| Squadra A | N° | Cognome e Nome  | Anno |
| Squadra A | 1  | Elghobashy Doaa | 1996 |
| Squadra A | 2  | Sobhi Norhan    | 1993 |

 Francia
| Squadra A | N° | Cognome e Nome       | Anno |
| Squadra A | 1  | Adelin Melinda       | 1987 |
| Squadra A | 2  | Cazalet Zoe          | 1991 |
| Squadra B | N° | Cognome e Nome       | Anno |
| Squadra B | 1  | Cararere Margaux     | 1995 |
| Squadra B | 2  | Koutchouk Anastassia | 1995 |

 Grecia
| Squadra A | N° | Cognome e Nome        | Anno |
| Squadra A | 1  | Paraskaki Georgia     | 1981 |
| Squadra A | 2  | Tsopoulou Konstantina | 1993 |

 Italia
| Squadra A | N° | Cognome e Nome   | Anno |
| Squadra A | 1  | Giombini Laura   | 1989 |
| Squadra A | 2  | Toti Giulia      | 1989 |
| Squadra B | N° | Cognome e Nome   | Anno |
| Squadra B | 1  | Lestini Monica   | 1994 |
| Squadra B | 2  | Zuccarelli Agata | 1995 |

 Malta
| Squadra A | N° | Cognome e Nome | Anno |
| Squadra A | 1  | Borg Alison    | 1980 |
| Squadra A | 2  | Gatt Thais     | 1983 |

 Marocco
| Squadra A | N° | Cognome e Nome | Anno |
| Squadra A | 1  | Siad Mahassine | 1988 |
| Squadra A | 2  | Zeroual Imane  | 1990 |

 Serbia
| Squadra A | N° | Cognome e Nome   | Anno |
| Squadra A | 1  | Matic Milena     | 1992 |
| Squadra A | 2  | Milosevic Marija | 1986 |
| Squadra B | N° | Cognome e Nome   | Anno |
| Squadra B | 1  | Drobnjak Irena   | 1999 |
| Squadra B | 2  | Simic Svetlana   | 1986 |

 Slovenia
| Squadra A | N° | Cognome e Nome | Anno |
| Squadra A | 1  | Fabjan Erika   | 1987 |
| Squadra A | 2  | Mancar Tjasa   | 1995 |
| Squadra B | N° | Cognome e Nome | Anno |
| Squadra B | 1  | Gorisek Daja   | 1998 |
| Squadra B | 2  | Lovsin Tajda   | 1998 |

 Turchia
| Squadra A | N° | Cognome e Nome      | Anno |
| Squadra A | 1  | Cetin Esra Betul    | 1996 |
| Squadra A | 2  | Nezir Merve         | 1997 |
| Squadra B | N° | Cognome e Nome      | Anno |
| Squadra B | 1  | Atasoy Ganime Burcu | 1991 |
| Squadra B | 2  | Ozdemir Tugba       | 1990 |

### Girone A
Il girone A è composto da le seguenti quattro squadre:
- Italia (A)
- Slovenia (A)
- Albania (A)
- Bosnia ed Erzegovina (A)

#### Risultati
| 1 settembre 2015, ore 15:10 CEST Stadio del Mare #2, Pescara | Italia (A)               | 2 - 0 | Albania (A)              | 21-11, 21-6        |
| 1 settembre 2015, 15:10 CEST Stadio del Mare #3, Pescara     | Slovenia (A)             | 2 - 0 | Bosnia ed Erzegovina (A) | 21-11, 21-16       |
| 2 settembre 2015, ore 09:50 CEST Stadio del Mare #1, Pescara | Italia (A)               | 2 - 0 | Bosnia ed Erzegovina (A) | 21-10, 21-12       |
| 2 settembre 2015, ore 09:50 CEST Stadio del Mare #2, Pescara | Slovenia (A)             | 2 - 1 | Albania (A)              | 21-15, 19-21, 15-9 |
| 2 settembre 2051, ore 17:40 CEST Stadio del Mare #1, Pescara | Italia (A)               | 2 - 1 | Slovenia (A)             | 18-21, 21-9, 15-8  |
| 2 settembre 2015, ore 17:40 CEST Stadio del Mare #2, Pescara | Bosnia ed Erzegovina (A) | 0 - 2 | Albania (A)              | 11-21, 10-21       |

#### Classifica Girone
La nazione prima in classifica di questo girone è passata direttamente ai quarti di finale
| Pt | Squadra                  | Pt | G | V | P | Pv  | Pp  |
| 1  | Italia (A)               | 6  | 3 | 3 | 0 | 138 | 77  |
| 2  | Slovenia (A)             | 5  | 3 | 2 | 1 | 135 | 126 |
| 3  | Albania (A)              | 4  | 3 | 1 | 2 | 104 | 118 |
| 4  | Bosnia ed Erzegovina (B) | 3  | 3 | 0 | 3 | 70  | 126 |

### Girone B
Il girone B è composto da le seguenti quattro squadre:
- Serbia (A)
- Croazia (B)
- Egitto (A)
- Algeria (A)

#### Risultati
| 1 settembre 2015, ore 12:30 CEST Stadio del Mare #2, Pescara | Serbia (A)  | 2 - 0 | Egitto (A)  | 21-17, 21-7         |
| 1 settembre 2015, 12:30 CEST Stadio del Mare #3, Pescara     | Croazia (B) | 2 - 0 | Algeria (A) | 21-5, 21-11         |
| 2 settembre 2015, ore 09:00 CEST Stadio del Mare #1, Pescara | Croazia (B) | 2 - 0 | Egitto (A)  | 21-16, 23-21        |
| 2 settembre 2015, ore 09:50 CEST Stadio del Mare #3, Pescara | Serbia (A)  | 2 - 0 | Algeria (A) | 21-10, 21-5         |
| 2 settembre 2051, ore 15:00 CEST Stadio del Mare #2, Pescara | Serbia (A)  | 2 - 1 | Croazia (B) | 21-9, 18-21, 15-12  |
| 2 settembre 2015, ore 15:00 CEST Stadio del Mare #3, Pescara | Algeria (A) | 1 - 2 | Egitto (A)  | 25-23, 15-21, 10-15 |

#### Classifica Girone
La prima classificata di questo girone è passata direttamente ai quarti di finale.
| Pt | Squadra     | Pt | G | V | P | Pv  | Pp  |
| 1  | Serbia (A)  | 6  | 3 | 3 | 0 | 138 | 81  |
| 2  | Croazia (B) | 5  | 3 | 2 | 1 | 128 | 107 |
| 3  | Egitto (A)  | 4  | 3 | 1 | 2 | 120 | 136 |
| 4  | Algeria (A) | 3  | 3 | 0 | 3 | 81  | 143 |

### Girone C
Il girone C è composto da le seguenti quattro squadre:
- Turchia (A)
- Algeria (B)
- Francia (B)
- Croazia (A)

#### Risultati
| 1 settembre 2015, ore 13:30 CEST Stadio del Mare #2, Pescara | Turchia (A) | 2 - 0 | Algeria (B) | 21-8, 21-13         |
| 1 settembre 2015, 13:30 CEST Stadio del Mare #3, Pescara     | Francia (B) | 0 - 2 | Croazia (A) | 18-21, 13-21        |
| 2 settembre 2015, ore 09:00 CEST Stadio del Mare #3, Pescara | Turchia (A) | 1 - 2 | Croazia (A) | 19-21, 21-17, 13-15 |
| 2 settembre 2015, ore 09:00 CEST Stadio del Mare #2, Pescara | Francia (B) | 2 - 0 | Algeria (B) | 21-6, 21-8          |
| 2 settembre 2051, ore 16:00 CEST Stadio del Mare #1, Pescara | Turchia (A) | 2 - 0 | Francia (B) | 21-15, 21-15        |
| 2 settembre 2015, ore 16:00 CEST Stadio del Mare #2, Pescara | Croazia (A) | 2 - 0 | Algeria (B) | 21-10, 21-8         |

#### Classifica Girone
| Pt | Squadra     | Pt | G | V | P | Pv  | Pp  |
| 1  | Croazia (A) | 6  | 3 | 3 | 0 | 137 | 102 |
| 2  | Turchia (A) | 5  | 3 | 2 | 1 | 137 | 104 |
| 3  | Francia (B) | 4  | 3 | 1 | 2 | 103 | 98  |
| 4  | Algeria (B) | 3  | 3 | 0 | 3 | 53  | 126 |

### Girone D
Il girone D è composto da le seguenti quattro squadre:
- Francia (A)
- Marocco (A)
- Italia (B)
- Serbia (B)

#### Risultati
| 1 settembre 2015, ore 16:00 CEST Stadio del Mare #3, Pescara | Francia (A) | 2 - 0 | Marocco (A) | 21-9, 21-15         |
| 1 settembre 2015, 16:00 CEST Stadio del Mare #2, Pescara     | Italia (B)  | 2 - 0 | Serbia (B)  | 21-12, 21-18        |
| 2 settembre 2015, ore 10:40 CEST Stadio del Mare #2, Pescara | Francia (A) | 2 - 0 | Serbia (B)  | 21-15, 21-15        |
| 2 settembre 2015, ore 10:40 CEST Stadio del Mare #1, Pescara | Italia (B)  | 2 - 0 | Marocco (A) | 21-9, 21-16         |
| 2 settembre 2051, ore 16:50 CEST Stadio del Mare #1, Pescara | Francia (A) | 2 - 1 | Italia (B)  | 21-17, 18-21, 15-10 |
| 2 settembre 2015, ore 16:50 CEST Stadio del Mare #2, Pescara | Serbia (B)  | 2 - 1 | Marocco (A) | 21-15, 20-22, 16-14 |

#### Classifica Girone
La nazione prima in classifica è passata direttamente ai quarti di finale.
| Pt | Squadra     | Pt | G | V | P | Pv  | Pp  |
| 1  | Francia (A) | 6  | 3 | 3 | 0 | 138 | 102 |
| 2  | Italia (B)  | 5  | 3 | 2 | 1 | 132 | 109 |
| 3  | Serbia (B)  | 4  | 3 | 1 | 2 | 117 | 135 |
| 4  | Marocco (A) | 3  | 3 | 0 | 3 | 100 | 141 |

### Girone E
Il girone E è composto da le seguenti quattro squadre:
- Grecia (A)
- Turchia (B)
- Slovenia (B)
- Malta (A)

#### Risultati
| 1 settembre 2015, ore 14:20 CEST Stadio del Mare #2, Pescara | Grecia (A)  | 2 - 0 | Slovenia (B) | 21-11, 21-12        |
| 1 settembre 2015, 14:200 CEST Stadio del Mare #3, Pescara    | Turchia (B) | 2 - 0 | Malta (A)    | 21-13, 21-7         |
| 2 settembre 2015, ore 10:40 CEST Stadio del Mare #3, Pescara | Grecia (A)  | 2 - 0 | Malta (A)    | 21-7, 21-12         |
| 2 settembre 2015, ore 11:30 CEST Stadio del Mare #3, Pescara | Turchia (B) | 2 - 1 | Slovenia (B) | 21-18, 12-21, 15-12 |
| 2 settembre 2051, ore 16:00 CEST Stadio del Mare #3, Pescara | Malta (A)   | 2 - 0 | Slovenia (B) | 16-21, 13-21        |
| 2 settembre 2015, ore 16:50 CEST Stadio del Mare #3, Pescara | Grecia (A)  | 2 - 1 | Turchia (B)  | 13-21 21-17, 15-11  |

#### Classifica Girone
La squadra prima in classifica è passata direttamente ai quarti di finale.
| Pt | Squadra      | Pt | G | V | P | Pv  | Pp  |
| 1  | Grecia (A)   | 6  | 3 | 3 | 0 | 133 | 91  |
| 2  | Turchia (B)  | 5  | 3 | 2 | 1 | 139 | 120 |
| 3  | Slovenia (B) | 4  | 3 | 1 | 2 | 116 | 119 |
| 4  | Malta (A)    | 3  | 3 | 0 | 3 | 68  | 126 |

### Fase Finale

#### Ottavi di finale
| 3 settembre 2015, ore 15:30 CEST Stadio del Mare #2, Pescara | Albania (A) | 0 - 2 | Croazia (B)  | 14-21, 10-21        | [ 9 ]  |
| 3 settembre 2015, ore 15:30 CEST Stadio del Mare #3, Pescara | Turchia (A) | 0 - 2 | Slovenia (A) | 17-21, 19-21        | [ 10 ] |
| 3 settembre 2015, ore 16:30 CEST Stadio del Mare #3, Pescara | Turchia (B) | 0 - 2 | Italia (B)   | 13-21, 14-21        | [ 11 ] |
| 3 settembre 2015, ore 16:30 CEST Stadio del Mare #2, Pescara | Croazia (A) | 1 - 2 | Slovenia (A) | 14-21, 21-14, 12-15 | [ 12 ] |

#### Quarti di finale
| 4 settembre 2015, ore 10:00 CEST Stadio del Mare #1, Pescara | Serbia (A)  | 2 - 0 | Slovenia (A) | 21-13, 21-17 | [ 13 ] |
| 4 settembre 2015, ore 10:00 CEST Stadio del Mare #2, Pescara | Grecia (A)  | 0 - 2 | Croazia (2)  | 19-21, 19-21 | [ 14 ] |
| 4 settembre 2015, ore 10:50 CEST Stadio del Mare #2, Pescara | Francia (A) | 2 - 0 | Slovenia (B) | 21-9, 21-8   | [ 15 ] |
| 4 settembre 2015, ore 10:50 CEST Stadio del Mare #1, Pescara | Italia (A)  | 2 - 0 | Italia (B)   | 21-18, 21-15 | [ 16 ] |

#### Semifinali 5/8
| 5 settembre 2015, ore 11:00 CEST Stadio del Mare #1, Pescara | Slovenia (A) | 2 - 1 | Grecia (A) | 19-21, 23-21, 15-12 | [ 17 ] |
| 5 settembre 2015, ore 12:00 CEST Stadio del Mare #1, Pescara | Slovenia (B) | 1 - 2 | Italia (B) | 18-21, 21-19, 7-15  | [ 18 ] |

#### Semifinali 1/4
| 4 settembre 2015, ore 19:00 CEST Stadio del Mare #1, Pescara | Italia (A)  | 2 - 0 | Francia (A) | 21-19, 21-18       | [ 19 ] |
| 4 settembre 2015, ore 21:30 CEST Stadio del Mare #1, Pescara | Croazia (B) | 1 - 2 | Serbia (A)  | 19-21, 21-18, 5-15 | [ 20 ] |

#### Finale 7º/8º posto
| 5 settembre 2015, ore 16:00 CEST Stadio del Mare #1, Pescara | Grecia (A) | 2 - 1 | Slovenia (B) | 19-21, 21-11, 15-12 | [ 21 ] |

#### Finale 5º/6º posto
| 5 settembre 2015, ore 17:00 CEST Stadio del Mare #1, Pescara | Slovenia (A) | 0 - 2 | Italia (B) | 19-21, 14-21 | [ 22 ] |

#### Finale 3º/4º posto
| 5 settembre 2015, ore 19:40 CEST Stadio del Mare #1, Pescara | Francia (A) | 2 - 0 | Croazia (B) | 21-19, 21-16 | [ 23 ] |

#### Finale 1º/2º posto
| 5 settembre 2015, ore 21:00 CEST Stadio del Mare #1, Pescara | Italia (A) | 0 - 2 | Serbia (A) | 20-22, 19-21 | [ 24 ] |

### Classifica finale
| Pos. | Squadra      | Atleti                                    |
| ---- | ------------ | ----------------------------------------- |
|      | Serbia (A)   | Milena Matic - Marija Milosevic           |
|      | Italia (A)   | Laura Giombini - Giulia Toti              |
|      | Francia (A)  | Melinda Adelin - Zoe Cazalet              |
| 4    | Croazia (B)  | Maja Rosko - Valentina Vrbanc             |
| 5    | Italia (B)   | Monica Lestini - Agata Zuccarelli         |
| 6    | Slovenia (A) | Erika Fabjan - Tjasa Jancar               |
| 7    | Grecia (A)   | Georgia Paraskaki - Konstantina Tsopoulou |
| 8    | Slovenia (B) | Daja Gorisek - Tajda Lovsin               |